# Mesochorus trisulcatus
Mesochorus trisulcatus är en stekelart som beskrevs av Henry Lorenz Viereck 1912. Mesochorus trisulcatus ingår i släktet Mesochorus och familjen brokparasitsteklar. Inga underarter finns listade i Catalogue of Life.